# محمود الحرشاني
محمود الحرشاني (2 نوفمبر 1955 -) هو كاتب وصحفي وإعلامي تونسي.

## حياته ونشأته
من مواليد 2 نوفمبر 1955 بسيدي علي بن عون من ولاية سيدي بوزيد، زاول دراسته الابتدائية بمدرسة التوفيق بن عون والثانوية بمعهد حي الشباب بقفصة ومعهد الحسين بوزيان وتلقى تكوينا في الصحافة.

## مسيرته[5]
- شغل خطة مندوب جهوي للإذاعة والتلفزة التونسية ووكالة تونس أفريقيا للأنباء لمدة تزيد عن ثلاثين سنة
- تأسيس مجلة مرآة الوسط.
- أسس في ماي 1981 مجلة مرآة الوسط التي استمر صدورها 33 سنة كما أسس مجلة الأطفال براعم الوسط واصدر منها 15 عددا
- أول رئيس لفرع اتحاد الكتاب التونسيين بسيدي بوزيد كما كان عضو المجلس الوطني لاتحاد الكتاب التونسيين. أسس وتراس جمعية النهوض بمجلة مر’ الوسط وجمعية جيران القمر للثقافة والاعلام.
- انتج واعد وقدم عشرات البرامج الاذاعية والتلفزية بإذاعات صفاقس وقفصة والمنستير والكرامة والإذاعة الوطنية وقناة الإنسان وقناة الناس.

## مؤلفته[6][7][8]
- رسائل لا تحتمل الاخفاء
- قول على قول
- بين الأدب والسياسة
- مدخل إلى تاريخ الصحافة في تونس
- صفحات من تاريخ سيدي بوزيد، 1984
- بيننا تبقي الكلمة، 1995
- رائحة الأرض، 2004
- مذكرات صحفي في الوطن العربي، 2005
- البحث عن فكرة، 2006
- جوائز أدبية في الوطن العربي، 2007
- بلا قيود في الأدب والسياسة والفن، 2007
- دفتر سفر، 2009
- فيض الوجدان، 2010
- حدث في تلك الليلة، 2021
- ولد الموجيرة، 2023
- ربيع بلا زهور، 2023
- الطريق الى الحرية، 2024
- مرايا الروح رواية، 2024
- عشرة ايام بين لندن واكسفورد، 2024 [9]
- سر ساكنة الجبل (قصة للاطفال)، 2024

## جوائز
- جائزة وزارة الثقافة التونسية
- جائزة ولاية سيدي بوزيد للابداع الثقافي
- جائزة الاستحقاق الكبرى لمؤسسة ناجي نعمان الثقافية
- الدكتوراه الفخرية في الاعلام من الأكاديمية البريطانية الدولية للصحافة بعنوان 2016
- الدكتوراه الفخرية في الآداب والاعلام من الأكاديمية الدولية للدراسات البرلمانية. إسطنبول بعنوان 2015
- الدكتوراه الفخرية في الاعلام والآداب الإنسانية من جامعة رعاية المواهب الدولية بكندا
- الدكتوراه الفخرية في الاعلام من الاكادمية المصرية للاعلام والصحافة بعنوان سنة 2015
- درع السلام والمبادئ الإنسانية من منظمة الفرات للسلام العالمي
- درع التقدير وشهادة تكريم من البيت الثقافي العربي بالهند
- شهادة تكريم واحتفاء خاص من جمعية بن عرفة اعرق الجمعيات الثقافية بتونس
- شهادة تقدير من جمعية النجاح للتنمية بمدينة العيون المعربية بعنوان سنة 2016
- تكريم من هئية تنظيم النسخة السابعة من ملتقى العيون للادب العربي بالمغرب
- شهادة التكريم العالي من المركز المصري للتدريب مع منح عضوية المركز
- تكريم من جامعة المنستير بعنوان سنة 2018.
- تكريم من فرع اتحاد الكتاب التونسيين في الدورة الأولى لملتقى النقد الادبي فيفري 2018
- تكريم مميز من امانة الاماسي الشعرية ومجلة الاخلاء ومركز تونس لجامعة الدول العربية. فيفري 2013
- تكريم مميز من اذاعة الكرمة بسيدي بوزيد 2016
- تكريم مميز من اذاعة عليسة اف ام بقابسدرع مؤسسة بابل الثقافية. العراق
- تكريم مؤسسة وميدالية التميز من مؤسسة بابليون الثافية
- تكريم اعتز به حيث تم تسمية إحدى قاعات مدرسة الواعرة الابتدائية باسمي
- تكريم رسمي مميز من ملتقى حاجب العيون للشعر العربي مارس 2016